# Ruta de Illinois 2
La Ruta de Illinois 2, y abreviada IL 2 (en inglés: Illinois Route 2) es una carretera estatal estadounidense ubicada en el estado de Illinois. La carretera inicia en el sur desde la IL 40     en Sterling hacia el norte en la WI 213     en South Beloit. La carretera tiene una longitud de 118,9 km (73.91 mi).

## Mantenimiento
Al igual que las autopistas interestatales, y las rutas federales y el resto de carreteras estatales, la Ruta de Illinois 2 es administrada y mantenida por el Departamento de Transporte de Illinois por sus siglas en inglés IDOT.